# Priscillia Hakkar
Pour les articles homonymes, voir Hakkar.
 (juin 2024).
La mise en forme du texte ne suit pas les recommandations de Wikipédia : il faut le « wikifier ».
Les points d'amélioration suivants sont les cas les plus fréquents :
- Les titres sont pré-formatés par le logiciel. Ils ne sont ni en capitales, ni en gras.
- Le texte ne doit pas être écrit en capitales (les noms de famille non plus), ni en gras, ni en italique, ni en « petit »…
- Le gras n'est utilisé que pour surligner le titre de l'article dans l'introduction, une seule fois.
- L'italique est rarement utilisé : mots en langue étrangère, titres d'œuvres, noms de bateaux, etc.
- Les citations ne sont pas en italique mais en corps de texte normal. Elles sont entourées par des guillemets français : « et ».
- Les listes à puces sont à éviter, des paragraphes rédigés étant largement préférés. Les tableaux sont à réserver à la présentation de données structurées (résultats, etc.).
- Les appels de note de bas de page (petits chiffres en exposant, introduits par l'outil «  Source ») sont à placer entre la fin de phrase et le point final[comme ça].
- Les liens internes (vers d'autres articles de Wikipédia) sont à choisir avec parcimonie. Créez des liens vers des articles approfondissant le sujet. Les termes génériques sans rapport avec le sujet sont à éviter, ainsi que les répétitions de liens vers un même terme.
- Les liens externes sont à placer uniquement dans une section « Liens externes », à la fin de l'article. Ces liens sont à choisir avec parcimonie suivant les règles définies. Si un lien sert de source à l'article, son insertion dans le texte est à faire par les notes de bas de page.
- La présentation des références doit suivre les conventions bibliographiques. Il est recommandé d'utiliser les modèles {{Ouvrage}}, {{Chapitre}}, {{Article}}, {{Lien web}} et/ou {{Bibliographie}}. Le mode d'édition visuel peut mettre en forme automatiquement les références.
- Insérer une infobox (cadre d'informations à droite) n'est pas obligatoire pour parachever la mise en page.

Pour une aide détaillée, merci de consulter Aide:Wikification.
Si vous pensez que ces points ont été résolus, vous pouvez retirer ce bandeau et améliorer la mise en forme d'un autre article.
Priscillia Hakkar, née le 25 avril 1989 à Besançon, est une footballeuse internationale algérienne évoluant au poste de milieu de terrain à Besançon.

## Biographie

### Carrière en sélection
En juin 2009, Priscillia Hakkar a reçu sa première convocation en équipe d'Algérie, pour participer au tournoi international des deux rives,,.

## Statistiques
| Saison    | Équipe            | D2 | D2   | D2 | CIR | CIR  | CIR | D3 | D3   | D3 | D3 - TF | D3 - TF | D3 - TF | CdF | CdF  | CdF |
| Saison    | Équipe            | M  | Tit. | B  | M   | Tit. | B   | M  | Tit. | B  | M       | Tit.    | B       | M   | Tit. | B   |
| --------- | ----------------- | -- | ---- | -- | --- | ---- | --- | -- | ---- | -- | ------- | ------- | ------- | --- | ---- | --- |
| 2003-2004 | Besançon          |    |      |    |     |      |     |    |      |    |         |         |         |     |      |     |
| 2004-2005 | Besançon          |    |      |    |     |      |     |    |      |    |         |         |         |     |      |     |
| 2005-2006 | Besançon          |    |      |    |     |      |     |    |      |    |         |         |         |     |      |     |
| 2006-2007 | Besançon          |    |      |    |     |      |     |    |      |    |         |         |         |     |      |     |
| 2007-2008 | Besançon          |    |      |    |     |      |     | 10 | 7    | 2  |         |         |         |     |      |     |
| 2008-2009 | Saint-Apollinaire | 22 | 20   | 4  |     |      |     |    |      |    |         |         |         | 1   | 0    | 0   |
| 2009-2010 | Saint-Apollinaire | 19 | 18   | 1  |     |      |     |    |      |    |         |         |         | 1   | 1    | 0   |
| 2010-2011 | Dijon             | 21 | 21   | 3  |     |      |     |    |      |    |         |         |         | 5   | 4    | 1   |
| 2011-2012 | Dijon             | 19 | 16   | 4  |     |      |     |    |      |    |         |         |         | 1   | 1    | 0   |
| 2012-2013 | Dijon             | 16 | 12   | 1  |     |      |     |    |      |    |         |         |         | 1   | 1    | 2   |
| 2013-2014 | Besançon          |    |      |    | 6   | 6    | 2   |    |      |    |         |         |         |     |      |     |
| 2014-2015 | Besançon          |    |      |    |     |      |     |    |      |    |         |         |         |     |      |     |
| 2017-2018 | Besançon          |    |      |    |     |      |     |    |      |    |         |         |         |     |      |     |
| 2018-2019 | Besançon          |    |      |    |     |      |     |    |      |    |         |         |         |     |      |     |